# Salon des productions animales - carrefour européen
Le SPACE, Salon des Productions Animales - Carrefour Européen est un salon international annuel fondé en 1987 et consacré à l'élevage. Il se tient pendant quatre jours chaque mois de septembre à Rennes. Ce salon est largement tourné vers les professionnels du secteur ; il a accueilli en 2019 plus de 105 000 visiteurs pendant quatre jours dont près de 15 000 sont de nationalités étrangères, originaires de 122 pays. Cette même année, il a réuni 1 400 exposants dont 491 étrangers venant de 42 pays.
Ce salon a lieu au parc des expositions de Rennes-Aéroport sur la commune de Bruz, dans la banlieue de Rennes. Jean-Michel Lemétayer, ancien président de la FNSEA, est resté longtemps président du salon et est l'un de ses cofondateurs.
La trente-quatrième édition, initialement prévue du 15 au 18 septembre 2020, est annulée par le comité d'organisation le 5 mai, en raison de la pandémie de maladie à coronavirus. Par ailleurs, une édition s'est tenue du 13 au 15 septembre 2022 .
L'édition 2023 a accueilli 1 200 exposants, 91 000 visiteurs dont 12 000 visiteurs internationaux venant de 120 pays. Le palmarès des Innov’Space 2023 a distingué 37 produits ou services innovants.
L'édition 2024 s'est déroulée quant à elle, les 17 septembre 2024, 18 septembre 2024 et 19 septembre 2024. 48 innovations ont été récompensées durant cette édition pour 117 dossiers de candidature.
La 39e édition est programmée du 16 septembre 2025 au 18 septembre 2025.

## Organisation
Le SPACE est organisé par une société par actions simplifiée dédiée, présidée depuis 2024 par Didier Lucas, qui succède à Marcel Denieul après plus de dix ans à la tête du salon. Le salon se déroule traditionnellement sur trois jours, du mardi au jeudi, au mois de septembre.
Cet évènement couvre une large gamme de secteurs liés à l'élevage : agro-fournitures, alimentation animale, bâtiments d'élevage, machinisme et équipements, santé animale, services et transformation. Il intègre également les nouvelles technologies avec des espaces dédiés à l'intelligence artificielle, aux données (data) et aux solutions environnementales.